# Rosaria Aiello
Pour les articles homonymes, voir Aiello.
Rosaria Aiello (née le 12 mai 1989 à Catane) est une joueuse de water-polo italienne, jouant pour le club de Messine.
Elle remporte la médaille de bronze lors des Championnats du monde 2015 à Kazan et la médaille d'argent lors des Jeux olympiques d'été de 2016.